# مارتین ویکرتون
مارتین ویکرتون (انگلیسی: Martin Vickerton؛ زادهٔ ۲۴ ژوئن ۱۹۸۷) بازیکن فوتبال اهل بریتانیا است.
از باشگاه‌هایی که در آن بازی کرده‌است می‌توان به باشگاه فوتبال ناتینگهام فارست اشاره کرد.